# Ingrid L. Ernst

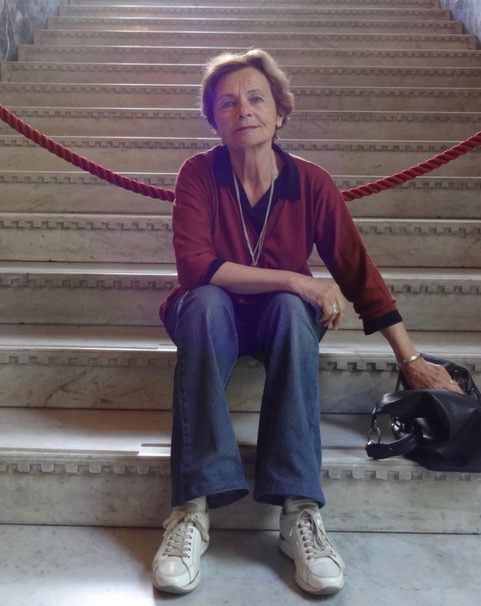
Ingrid L. Ernst auf der Treppe des Palazzo Franchetti, Venedig 2019

Ingrid Lucia Ernst (* 26. Juli 1945 in Kassel) ist eine deutsche Theaterregisseurin, Dozentin für szenisches Gestalten von Raum und Sprache, Dramaturgin und Autorin von bühnennahen Produktionen mit literarisch-philosophischen Texten.

## Künstlerischer Werdegang
Ingrid L. Ernst studierte in Stuttgart an der Pädagogischen Hochschule Ludwigsburg (Kunsterziehung), an der Technischen Universität (Germanistik), und an der Hochschule für Darstellende Kunst (Schauspiel). Mit einer Arbeit zu Johan Huizinga machte sie 1968 das Erste Staatsexamen, arbeitete dann als Lehrerin in Deutschland und Brasilien. Das Zweite Staatsexamen erfolgte zum Thema soziales Lernen mit Medien. Sie arbeitete dann an einem Projekt zur Erforschung von Raum-Körper-Konzepten der 1920er und 1930er Jahre (Aufenthalt am „Goldsmith’ College“ in London). Ab 1980 lehrte sie als Dozentin an der Universität der Künste Berlin, der Kunsthochschule Berlin-Weißensee, der Muthesius Kunsthochschule Kiel, und am Bauhaus Dessau im Studienbereich interdisziplinäre, kooperative Kunst und performativer Raum. Parallel dazu inszenierte sie als Regisseurin an Theatern in München, Köln, Berlin, Hamburg, Münster sowie in ungewöhnlichen Räumen des freien Theaters. Von 1990 bis 1995 leitete sie das literarisch orientierte Moderne Theater Berlin. Nach ihrer Zeit als Chefdramaturgin am Hans Otto Theater (Potsdam) arbeitete sie wieder mit eigenen experimentellen, erforschenden Bühnenprojekten: Schwerpunkt ist seitdem die Verwebung theatraler Mittel mit visuellen Künsten und literarischen Texten.

## Sonstiges
Ingrid L. Ernst war mit dem Architekten und Hochschullehrer R.W.Ernst (gest. am 8. September 2019) verheiratet und hat zwei erwachsene Kinder. Als Vorsitzende und Mitglied des Freundeskreises Literaturhaus Berlin e.V. war sie Initiatorin des Diner littéraire. Von 2012 bis 2016 war sie im Kuratorium Fond Darstellende Künste als Jurorin tätig. Sie ist Mitglied im Förderverein Temnitzkirche e.V. und seit 1996 Mitglied im Deutschen Werkbund Berlin DWB.

## Inszenierungen (Auswahl)
- 1981: Stunde der Magd, nach Erzählung Marieluise Fleisser, Kassenhalle Freie Volksbühne Berlin
- 1982: Jede Frau trägt ein Zimmer in sich, drei simultane Räume, Konzept, Künstlerhaus Bethanien
- 1983: Ritt auf die Wartburg, von Friederike Roth, Modernes Theater München
- 1984: Das singende, springende Löweneckerchen, von Barbara Honigmann, Städtische Bühnen Münster
- 1984: Brennende Geduld, von Antonio Skármeta, Modernes Theater München
- 1985: Fenn, von Caryl Churchill (nicht vollendet), Schauspiel Köln
- 1985: Berlin ein Meer des Friedens, von Einar Schleef, Werkstatt Schiller Theater Berlin
- 1986: Weil im Unmöglichen die Wirklichkeit liegt, performative Lesung nach Clarice Lispector
- 1987: Fräulein Julie, von August Strindberg, Teamtheater München
- 1987: Shirley Valentine, von Willy Russell, Städtische Bühnen Münster
- 1988: Am Abend kommt Crispin, von Karl Otto Mühl, Städtische Bühnen Münster
- 1989: City Sugar, von Stephen Poliakoff, Theater der Jugend München
- 1989: Weißblume, von Karin Boldemann, Theater unterm Dach Berlin-Ost, Städtische Bühnen Marburg u. a.
- 1990: Die Fremdenführerin, von Botho Strauß, Theater in der Basilika Hamburg
- 1990: Die begabten Zuschauer, Minidramen, Modernes Theater Berlin
- 1991: Die Nacht kurz vor den Wäldern, von Bernhard-Marie Koltès, Modernes Theater Berlin
- 1991: Das glühend Männla, von Kerstin Specht, Modernes Theater Berlin
- 1991: Sieben Dichterinnen, Porträt-Zyklus, Modernes Theater Berlin
- 1992: Die Straße der kleinen Ewigkeit, performative Lesung nach Martin Beradt, Modernes Theater Berlin
- 1992: Älskap, von Märta Tikkanen, Modernes Theater Berlin
- 1992: Quartett, von Heiner Müller, Modernes Theater Berlin
- 1993: Fünf Schauspielerinnen, Porträt-Zyklus, Modernes Theater Berlin
- 1993: Sappho, ein Sommertag, nach Franz Grillparzer, Modernes Theater Berlin
- 1993: Die Clownin, von Gerlind Reinshagen, Modernes Theater Berlin
- 1994: Senso, von Camillo Boito, Modernes Theater Berlin, Schlossparktheater
- 1994: Mademoiselle Marie, nach Marie Bashkirtseff, Modernes Theater Berlin, Teamtheater München
- 1998: Der Traumarbeiter, Theaterfilm nach Motiven Wolfgang Bächlers, Industriedenkmal Rüdersdorf
- 1999: Setz Dich auf den blauen Sessel am grünen Tisch, Theatertagtraum nach J. W. Goethe, Dorfkirche Netzeband
- 1999: Regelwerke der Einsamkeit, performative Interventionen in der Bauhaus-Architektur
- 2000: Planquadrat Traum, experimentelle Bühnenprojekte im Bauhaus Dessau
- 2002: Dinge und Undinge, philosophische Clips nach Vilém Flusser, Theater am Halleschen Ufer, Bauhaus Dessau
- 2003: Ideas on Stage, performative Interventionen, Kunsthochschule Weißensee
- 2003: Inter-Disziplinierte-Räume, Raumgestaltungen, Brecht-Haus Weißensee
- 2004: DET/DAS, Performance nach Inger Christensen, Literaturhaus Berlin
- 2005: ich wurde für verrückt gehalten, Porträt-Performance zur Figur Elsa von Freytag-Loringhoven, Literaturhaus Berlin
- 2006: Die Orte der Marguerite Duras, Literatur-Performance, Literaturhaus Berlin, Teamtheater München
- 2007: Aus Ingeborg Bachmanns Zauberatlas, Literatur-Performance, Literaturhaus Berlin
- 2009: Ozean, mobilis in mobili, Lecture-Performance (dramaturgische Mitarbeit), Kunsthalle zu Kiel
- 2010: Wunderkammer Ruppiner Land, Foto-Ausstellung, Temnitz-Kirche Netzeband
- 2013: Wintergespinst, Bild-Text-Inszenierung nach einer Erzählung Moritz Heimann, Netzeband
- 2014: Alice, Robinson, Lecture Performances, Berliner Grundschulen
- 2014: Meereslust im Werk von Ingo Kühl, Szenische Lesung, Stadtgalerie Alte Post, Westerland / Sylt[1]
- ab 2015: Geschichten, Dinge und Musik / literarischer Zyklus für den ländlichen Raum
- ab 2019: Initiatorin und Dramaturgin des Projektes Dörfer die verbinden – Vielfalt und Zusammenhalt im ländlichen Raum der Gemeinde Temnitzquell
- ab 2023: Literarische Spaziergänge am Tisch, Veranstaltungsreihe Netzeband-Kultur

## Videoarbeiten
- 1981: Stunde der Magd (35 min)
- 1982: Jede Frau trägt ein Zimmer in sich, dreifache Videoinstallation (55 min)
- 1982: Tesito, Filmskizze zum afrikanischen Alltag (12 min)
- 1985: Ritt auf die Wartburg, Fernsehaufzeichnung
- 1999: Regelwerke der Einsamkeit, Dokumentation
- 2001: Planquadrat Traum, Dokumentation
- 2004: Schiefer Baum (5 min)
- 2004: Irgendwer (9 min)
- 2004: Klosterraum (16 min)
- 2006: Schmetterling (38 min)
- 2008: in the green (21 min)

## Publikationen
- Jede Frau trägt ein Zimmer in sich. In: Frauen und Film, Heft 34, 1983, S. 109–112.
- Der Museumspark als Ort der Kultur und Kunst. In: Realisierungsstudie Museumspark Rüdersdorf. Gefördert durch die Bundesstiftung Umwelt, 1998, S. 103–121.
- Weil im Unmöglichen die Wirklichkeit liegt. In: Schriftenreihe der Guardini-Stiftung, Band 7, 1997, S. 12–30.
- Von Theatergeld wird kaum gesprochen. In: Der Tagesspiegel, 28. Dezember 1996.
- Grashalme aus Lettland. In: Ästhetik & Kommunikation, Heft 112, 2001, S. 118–120.
- Komplizierte Wegfindung einer Fachhochschule in die Interdisziplinarität. In: Ästhetik & Kommunikation, Heft 114, 2001, S. 4–6.
- Performanz von Text und Raum – Prinzipien und Handlungsweisen der armen denk bühne. In: Marie-Luise Lange (Hrsg.): Performativität erfahren. Schibri-Verlag, 2006, S. 187–205.
- Rückblick auf Explorationen. In: Ästhetik & Kommunikation, Heft 139, 2008, S. 83–89.
- Momente zur interkulturellen Praxis von Kunst im öffentlichen Raum oder auf den Spuren Pessoas bei research-based art//art based-research. In: Ästhetik & Kommunikation. Heft 148, 2010, S. 89–92.
- Sinnliche Reaktion auf eine physische Umgebung. In: Ästhetik & Kommunikation, Heft 154, 2011.
- Vorlesungen zwischen Kunst und Wissenschaft im inszenierten Raum. Materialienreihe der Muthesius Kunsthochschule, Kiel 2012, ISBN 978-3-9813781-6-0.
- Rousseaus Stock. In: Kunst hoch Schule. Kiel 2012, ISBN 978-3-943 763-13-3.